# مندوبيس
المندوبيس (بالإنجليزية: Mandobass)‏ هو العضو الأكبر (والأقل شيوعا) في عائلة المندولين، ويستخدم أحيانا كآلة بيس في أوركسترات المندولين. نظرا لحجمه الكبير جدا لا يحمل على الحجر، لكنه يقف على سيخ يوضع على الأرض. يشبه طول امتداد الأوتار في مندوبيس بالحجم العادي طوله في كمان ساق أجهر أوركستري معياري: حوالي 43 إنشا (110 سنتيمترا). تشبه الآلة الأعضاء الآخرين الأصغر حجما والأعلى حدة في عائلة المندولين، بحيث تملك عنقا مقسما، آليات ضبط بتروس، وجسم كبير رنان يكون عادة—لكن ليس دائما—على شكل باقي المندولينات.

## أنواع
توجد ثلاثة أنواع رئيسية للمندوبيس:

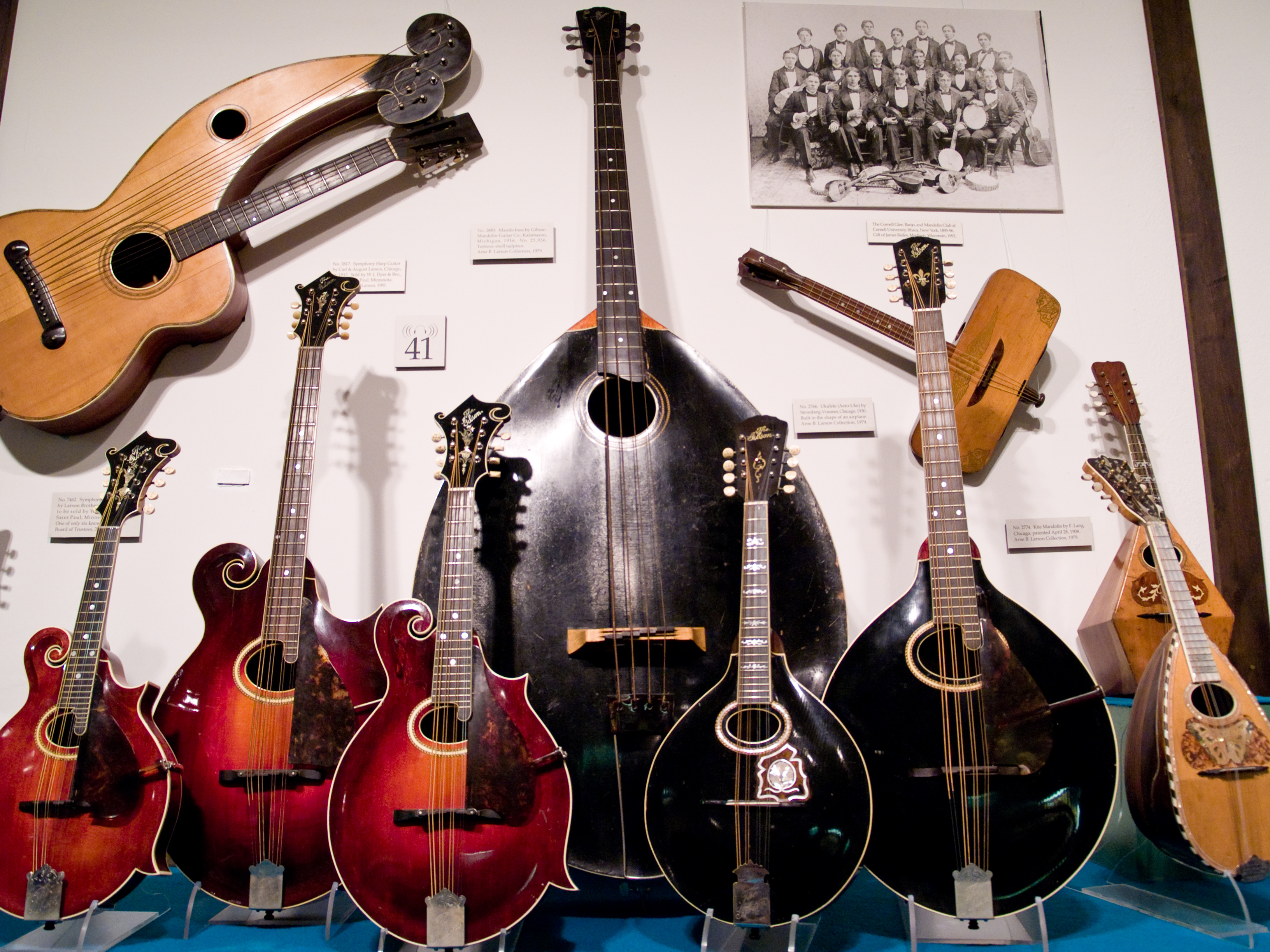
مندوبيس غيبسون (وسط الخلف) معروض لمقارنة الحجم

- مندوبيس الأربع أوتار الكبير يملك عنقا أطول بكثير ويضبط مي-لا-ري-صول مثل الكمان الأجهر. كان شائعا في مجموعة المندولين الأمريكية والأوربية في أوائل القرن 20. كانت الأمثلة القديمة تملك أجساما كبيرة جدا وكانت تعزف في وضعية قائمة مثل الكمان الأجهر.[1] تملك الأمثلة اللاحقة عادة أجساما أصغر وتعزف كالقيثارة.[2]
- مندوبيس الأربع أوتار مطابق للنوع السابق، باستثناء حجمه الأصغر ويضبط عادة صول-ري-لا-مي تحت المندولين بأوكتافين، أو دو-صول-ري-لا تحت المندولا بأوكتافين. يفضل العازفون هذا الشكل بالرغم من كونه أقل رنينا مقارنة بالشكل الأكبر لكون حمله وتنقله أسهل.[3][4]
- مندوبيس الثمان أوتار أو «بيس التريمولو» يصنع تماما كالمندولين لكنه أكبر بكثير ويضبط إما صول-ري-لا-مي تحت المندولين بأوكتافين أو دو-صول-ري-لا تحت المندولا بأوكتافين.[5][6]